# Román González

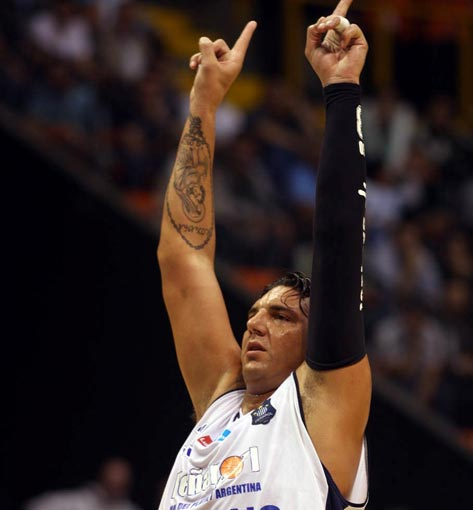
Román González

Román González, född 28 februari 1978 i Lanús, Argentina, är en argentinsk idrottare som tog OS-brons i basket 2008 i Peking. Detta var Argentinas andra medalj i herrbasket vid olympiska sommarspelen, efter guldet 2004 i Aten, där González dock inte deltog. González innehar både argentinskt och italienskt medborgarskap.